# Kugličasta munja
Kuglasta munja vrlo je rijetka i do danas još nerazjašnjena pojava električnoga izbijanja. Pojavljuje se u obliku žute do crvene svjetleće kugle promjera 10 do 20 centimetara, rijetko i do 1 metara, u kojoj je temperatura 4000 do 5000 °C. Kratko se vrijeme lagano kreće i nestaje tiho ili uz prasak, ostavljajući za sobom jak miris po sumporu i nitritu. Povezuje se s grmljavinskom olujom, ali traje duže od bljeska munje. Mnogi stari izvještaji govore da kugličasta munja može eksplodirati, ponekad s teškim posljedicama, ostavljajući nakon nestanka miris sumpora. U nekim izvještajima se govori da se znala pojaviti i bez prisutnosti grmljavinskih oblaka, kao što je Hessdalenska vatra u Norveškoj.
Neki laboratorijski eksperimenti su dobili slične pojave kugličastoj munji, ali do danas se još ne zna jesu li povezane s prirodnim pojavama. Znanstvenih podataka o tim pojavama u prirodi je vrlo malo zbog neprevidljivosti i rijetkosti. Sve do nedavno se smatralo da su kugličaste munje stvar mašte i prevare.

## Povijesni izvještaji

### Velika grmljavinska oluja u mjestu Widecombe-in-the-Moor
To je jedan od najranijih izvještaja o Velikoj grmljavinskoj oluji koji datira od 21. listopada 1638. u mjestu Widecombe-in-the-Moor, Devon, Velika Britanija. U crkvi je umrlo 4 vjernika i oko 60 ih je ranjeno. Opisano je da je “vatrena kugla” promjera 2,4 m udarila u crkvu i gotovo je uništila. Nekoliko velikih kamena sa zida je srušeno na tlo, zajedno s par greda. Navodno je “vatrena lopta” uništila klupice i dosta prozora, napunivši crkvu s tamnim, debelim dimom i mirisom sumpora. “Vatrena kugla” se zatim raspala na dva dijela, od koje je jedan izašao kroz prozor razbivši ga, a drugi je nestao unutar crkve.

### Brod Catherine and Mary
U prosincu 1726. godine, brojne novine u Velikoj Britaniji objavile su izvadak iz pisma Johna Howella koji je plovio na jedrenjaku Catherine and Mary. On piše da su dolazeći u zaljev u Floridi, 29. kolovoza, velika “vatrena kugla” je razbila glavni jarbol u puno dijelova, uništila par greda i dasaka, ubila jednog pomorca, a drugog ranila.

### Brod Montague
Dana 4. studenoga 1749., admiral Chambers je vršio promatranja nešto prije podneva. Vidio je veliku “plavu vatrenu kuglu” oko 5 km od broda. Brzo su počeli spuštati velika jedra, ali je “vatrena kugla” vrlo brzo stigla iznad broda i eksplodirala, puknuvši kao sto topova i ostavljajući jaki miris sumpora. Zbog te eksplozije gornji dio glavnog jarbola je polomljen u komade. Pet pomoraca je oboreno na pod, a jedan je bio pun masnica. “Vatrena kugla” je bila velika poput mlinskog kamena.

### Profesor Georg Richmann
Izvještaji 1753. opisuju da je kugličasta munja bila smrtonosna, kada je professor Georg Richmann iz Sankt Peterburga, Rusija, napravio uređaj u obliku zmaja, slično kao Benjamin Franklin godinu ranije. Dok je Richmann bio na sastanku čuo je grmljavinu, pa je potrčao kući sa svojim graverom, koji je trebao nacrtati gravuru za buduće naraštaje. Dok su obavljali eksperiment, kugličasta munja se pojavila i krenula prema dolje niz konop od zmaja, udarila Richmanna u čelo, cipele su mu otpuhane i odjeća uništena. Njegov graver je pao u nesvijest. Okvir vrata je otpao i krila vrata su ispala iz nosača.

### Brod Warren Hastings
Engleski časopis je izvijestio da su za vrijeme oluje 1809., tri “vatrene kugle” se pojavile i “napale” britanski kraljevski brod Warren Hastings. Posada je vidjela da je jedna “vatrena kugla” sišla dolje, ubivši jednog mornara i zapalivši glavni jarbol. Posada je skočila da podigne nesretnog mornara, ali je došla druga “vatrena kugla” i srušila ih, ostavljajući osrednje opekotine na njima. Treća “vatrena kugla” je ubila još jednog mornara. Posada je poslije osjetila jaki miris sumpora.

### Velečasni Ebenezer Cobham Brewer
Englez Ebenezer Cobham Brewer je 1864. u svom djelu “A Guide to the Scientific Knowledge of Things Familiar” raspravljao o kugličastim munjama. On ih opisuje kao sporopokretne vatrene kugle ili kugle eksplozivnog plina, koje ponekad padnu na tlo i kreću se iznad tla za vrijeme grmljavinskih oluja. Napisao je da ponekad se kugle razdvoje na manje i eksplodiraju poput topa.

### Znanstveni pisac Wilfred de Fonvielle
Francuz Wilfred de Fonvielle je 1875. u svom djelu “Thunder and Lighting” napisao da je zabilježeno 150 izvještaja o kugličastoj munji. On piše da postoji privlačenje između kugličastih munja i metala, kao npr. ograda balkona ili vodenih i plinskih cijevi. Kugličaste munje su se javljale u raznim bojama. M. Colon, potpredsjednik Geološkog udruženja iz Pariza, je vidio kugličastu munju kako se spušta niz grupu topola i čim je dotakla tlo, nestala je bez eksplozije. 10. rujna 1845. je kugličasta munja ušla u kuhinju jedne kuće u selu Salagnac, u dolini Correze. Ta se kugličasta munja vrtila duž kuhinje, ne ranivši dvije žene i mladića, ali kasnije kad je prešla u štalu, eksplodirala je i ubila jednu svinju. Jedna kugličasta munja je ušla u crkvu u Stralsundu i kada je eksplodirala, stvorila je čitav niz malih kugli.

### Car Nikola II
Nikola II., ruski car je opisao da je vidio “vatrenu kuglu” dok je bio s njim njegov djed,  Aleksandar II., ruski car, dok su bili u crkvi njihove palače. Za vrijeme službe, stvorila se snažna grmljavinska oluja i naglo je nastao mrak, jer je vjetar otvorio vrata i ugasio svijeće. Nakon jedne jake munje, “vatrena kugla” je ušla kroz prozor i krenula prema njegovom djedu. Ona se vrtjela oko poda, prošla pokraj viseće lampe i prošla kroz vrata u park.

### Okultist Aleister Crowley
Englez Aleister Crowley je vidio 1916. “kuglasti elektricitet” za vrijeme grmljavinske oluje na jezeru Pasquaney, u New Hampshireu. Nalazio se u maloj kolibi, kada je iznenada ugledao “kuglasti elektricitet” promjera 15 do 30 cm, kako je stajao oko 15 cm od njegovog desnog koljena. Nakon toga je eksplodirao i uništio dio kolibe. Osjetio je lagani udarac u svojoj desnoj ruci.

### Inženjer Nikola Tesla
Nikola Tesla u svom laboratoriju u Coloradu Springsu je prema izvještajima redovito bio u mogućnosti dobivati kugličastu munju promjera 100 mm, ali to je za njega bila više stvar znatiželje, jer se više bavio visokonaponskim prijenosom energije.

### Ostali izvještaji
- Dana 30. travnja 1877. kugličasta munja je ušla u Zlatni hram u Amritsar, Indija i izašla kroz vrata sa strane. Nekoliko ljudi je to vidjelo i taj događaj je opisan na prednjim vratima Darshani Deodhi.[15]
- U lipnju 1907. svjetionik na rtu Naturaliste, zapadna Australija, je udaren s kugličastom munjom. Svjetioničar Patrick Baird je pao u nesvjest, a njegova kćerka Ethel je to zabilježila.
- U19. stoljeću, američka spisateljica Laura Ingalls Wilder je opisala kugličastu munju u svojim knjigama za djecu. Laura je uvijek inzistirala da se ti opisi zasnivaju na stvarnim događajima iz svog života. Ona je rekla da su se tri odvojene kugličaste munje pojavile za vrijeme snježne mećave blizu željezne peći u njihovoj kuhinji.[16]
- Piloti iz Drugog svjetskog rata su opisivali o neobičnim pojavama koje su ličile na kugličastu munju, male svjetlosne kugle koje su imale vrlo neobičnu putanju.
- Posade podmornica iz Drugog svjetskog rata su vrlo često izvještavali o svjetlosnim kuglama koje bi se pojavile u uskom prostoru podmornica. Najčešće bi nastale blizu baterija, kada bi se one naglo uključile ili isključile, posebno kod rada visokoinduktvnih električnih motora. Kasniji pokušaji s rezervnim baterijama nisu uspjeli.[17]
- Dana 6. kolovoza 1944., kugličasta munja je prošla kroz zatvoren prozor u Uppsali, Švedska. Događaj su opisali svjedoci, a kasnije je zabilježen od strane Odjela za elektricitet i proučavanje munja sa Sveučilišta Uppsali.[18]

## U Hrvatskoj
Zabilježeno je da je jedne godine kuglasta munja pogodila u crkveni toranj glavne crkve u Rogoznici. U krugu od preko 200 m od crkve po okolnim domaćinstvima otišlo je sve što je bilo spojeno u struju: elektronika, hladnjaci, perilice i dr.[pisala je Slobodna Dalmacija, ali ta godišta nisu na internetu]

## Osobine
Opisi o kugličastim munjama su dosta različiti. Neki opisi govore da su se kretale kroz čvrste zidove bez ikakvog utjecaja, dok drugi govore o razornom uništavanju drva, cigle ili čelika. Neki opisi su povezani i s visokonaponskim dovodnim kabelima za električnu struju, za vrijeme grmljavinskih oluja, ali za mirnog vremena. Različiti su opisi i za njen oblik, kao i za način kretanja. Različiti su isto izvještaji o tome jesu li kugličaste munje opasne za ljude ili ne. 
Bitno je napomenuti da kugličastu munju ne treba miješati s pojavom Vatre svetog Ilije, koja je objašnjena.   
Godine 1972. pokušano je pregledavanje mnogih izvještaja da bi se došlo do osobina “tipične” kugličaste munje :
- najčešće se pojavljuje odmah nakon udara munje od oblaka prema tlu
- uglavnom su kuglastog ili kruškolikog oblika
- promjer se kreće od 1 do 100 cm, uglavnom 10 do 20 cm
- svjetlost je otprilike kao kućanska svjetiljka, tako da se mogu vidjeti i po danu
- viđenu su vrlo različite boje, a uglavnom crvena, narančasta i žuta
- trajanje je od 1 sekunde do 1 minute otprilike
- uglavnom su se kretale vodoravno brzinom od nekoliko m/s, ali ponekad su išle okomito, stajale ili lutale nasumice
- puno izvještaja govori da su se i okretale
- malo izvještaja govori da su isijavale toplinu
- neki izvještaja govore o privlačnosti s metalima i električnim vodičima
- neki izvještaja govore o prolazu kroz zatvorena vrata i prozore
- neki izvještaja govore o ulasku u zatvoren prostor aviona i izlasku iz njega bez ikakve štete
- nestanak je uglavnom brz, ponekad tih ali i eksplozivan
- miris koji ostavlja je često ozon, goreći sumpor ili dušični oksid

## Laboratorijski pokusi
Znanstvenici već dugo pokušavaju dobiti kugličastu munju u laboratorijskim uvjetima, ali još uvijek ne mogu povezati pokuse s prirodnom pojavom. Nikola Tesla u svom laboratoriju u Coloradu Springsu je prema izvještajima redovito bio u mogućnosti da dobije kugličastu munju promjera 100 mm, ali to je za njega bila više stvar znatiželje, jer se više bavio visokonaponskim prijenosom energije.
Međunarodni odbor za kugličastu munju redovito održava savjetovanja, i zadnji je održan u Kalinjingradu, Rusija 2008. Oni je nazivaju “nekonvenkcionalna plazma”.

### Pokus s električnim izbijanjem vode
Neke grupe znanstvenika, posebno s Instituta Max Planck, mogu stvoriti efekt tipa kugličaste munje izbijanjem visoko naponskog električnog kondenzatora u posudu s vodom (vidi sliku!).

### Pokus s mikrovalnom pećnicom
Mnogi današnji pokusi ukljućuju mikrovalnu pećnicu da dobiju malu užarenu kuglu, koja se često naziva “kugla plazme”. Uglavnom, upaljena šibica se smjesti unutar mikrovalne pećnice, pokrije se staklenom posudom (dno čaše s gornje strane) da se ne uništi strop pećnice i kad se uključi pećnica, dobije se “kugla plazme” na vrhu čaše. Pokusi, koje su proveli Eli Jerby i Vladimir Dikhtyar iz Izraela, su pokazali da se mikrovalna kugla plazme sastoji od nanočestica s prosječnim promjerom od 50 nm. Izraelski tim je radio pokuse i s užarenim bakrom, solju, vodom i ugljikom.

### Pokus sa silicijem
Pokusi iz 2007. uključuju udaranje pločica silicija s elektricitetom, koji zatim isparava i para se oksidira. Ono što se dobije može se vidjeti kao mala užarena kuglica koja se okreće. Dva brazilska znanstvenika, Antonio Pavao i Gerson Paiva s Državnog sveučilišta u Pernambucu su redovito dobivala dugotrajnu užarenu kuglicu.

### Usporedba s transkranijskom dopler magnetskom stimulacijom
Teorijski proračuni sa Sveučilišta u Innsbrucku predlažu da magnetska polja, koja se stvaraju pri nekim vrstama udara munje, mogu stvoriti vizualne halucinacije slične kugličastoj munji. Oni su otkrili da neka magnetska polja mogu direktno utjecati na neurone ili živčane stanice koje se nalaze u vizualnom dijelu mozga da se aktiviraju, rezultirajući u magnetsko induciranim vizualnim halucinacijama. To znači da promjenjiva magnetska polja mogu stvoriti slabu struju u mrežnici oka ili vizualnom dijelu mozga, stvarajući iluziju svjetla.

## Teorijska objašnjenja
Danas još nema opće prihvaćenog objašnjenja ove prirodne pojave. Postoji čitav niz hipoteza, a najpoznatije su stvorene na osnovu gornje navedenih pokusa, pa tako imamo :  Hipotezu isparenog silicija, Hipoteza nanobaterija, Hipoteza transkranijalne magnetske stimulacije itd. Postoji još vrlo zanimljiva Hipoteza crne rupe. 

### Hipoteza crne rupe
Mario Rabinowitz u časopisu Astrophysics and Space Science iz 1999. pokušava objasniti kugličastu munju s prolazom mikroskopske prvobitne crne rupe. On je bio nadahnut izvještajem M. Fitzgeralda o pojavi kugličaste munje na dan 6. kolovoza 1868. u Irskoj. Ona je stvorila jedan jarak 90 m dug i 6 m dubok, drugi jarak 25 m dug i jednu rupu u blatnjavom tresetištu. Pace Van Devender, fizičar plazme sa Sandia National Laboratories smješten u Albuquerque, Novi Meksiko i njegov tim, su zaključili da su dokazi iz Irske proturječni s termalnim (kemijskim ili nuklearnim) i elektrostatskim djelovanjima. Prema njihovim proračunima, to bi mogla stvoriti npr. nabijena elektromagnetska masa koja lebdi, 20 000 kg teška, ali bi bila 2000 puta gušća od zlata – što je nemoguće. Zato ovaj događaj više naslućuje na pojavu minijaturne crne rupe. 1982. isti tim je pronašao još jedan sličan događaj i pokušavali su pronaći geološke elektromagnetske emisije koje bi odgovarale ovoj teoriji. Oni isto navode da iako ova hipoteza izgleda nemoguća, ipak je ne bi trebalo odbaciti.

## Vanjske poveznice
- Video pokusa s kuglom plazme u mikrovalnoj pecnici